# Рускони, Стефано
Стефано Рускони (итал. Stefano Rusconi; род. 2 октября 1968, Бассано-дель-Граппа, Италия) — бывший итальянский баскетболист, центровой и тяжёлый форвард. Выступал в различных европейских клубах. Был выбран на драфте НБА 1990 года командой «Кливленд Кавальерс», выступал в НБА.

## Карьера

### Клубная карьера
Профессиональную карьеру начинал в 1985 году в итальянском чемпионате, где играл за «Варезе». Был выбран на драфте НБА 1990 года командой «Кливленд Кавальерс», однако в первый же день драфта был обменян в «Финикс Санз» на Милоша Бабича. Был отправлен в аренду в Италию, команду «Тревизо», где выступал до 1995 года и с которой завоевал титул чемпиона Италии (1992), трижды выиграл Кубок Италии (1993, 1994, 1995) и Кубок Сапорта (1995). В сезоне 1996 года «Финикс» решил вернуть игрока, однако в НБА Стефано сыграл лишь 7 матчей - провел на паркете 30 минут и набрал 8 очков. В сезонах 1996-98 вернулся в «Тревизо», некоторое время выступал в чемпионате Испании за «Басконию», затем вернулся в Италию, выступал за различные команды, здесь же и закончил карьеру.

### Международная
В 1991-93 годах Стефано выступал за сборную Италии по баскетболу, завоевал серебро на Евробаскете 1991 года, золото на Средиземноморских играх 1993 года.

## Достижения
Италия :
- Серебряный призёр чемпионата Европы : 1991
- Чемпион Средиземноморских игр : 1993

 Тревизо :
- Чемпион Италии : 1992
- Самый ценный игрок чемпионата Италии : 1995
- Трёхкратный обладатель Кубка Италии : 1993, 1994, 1995
- Обладатель Кубка Сапорта : 1995

## Статистика

### Статистика в НБА
| Сезон                                                                                    | Команда | Регулярный сезон | Регулярный сезон | Регулярный сезон | Регулярный сезон | Регулярный сезон | Регулярный сезон | Регулярный сезон | Регулярный сезон | Регулярный сезон | Регулярный сезон | Регулярный сезон | Серия плей-офф | Серия плей-офф | Серия плей-офф | Серия плей-офф | Серия плей-офф | Серия плей-офф | Серия плей-офф | Серия плей-офф | Серия плей-офф | Серия плей-офф | Серия плей-офф |
| Сезон                                                                                    | Команда | GP               | GS               | MPG              | FG%              | 3P%              | FT%              | RPG              | APG              | SPG              | BPG              | PPG              | GP             | GS             | MPG            | FG%            | 3P%            | FT%            | RPG            | APG            | SPG            | BPG            | PPG            |
| ---------------------------------------------------------------------------------------- | ------- | ---------------- | ---------------- | ---------------- | ---------------- | ---------------- | ---------------- | ---------------- | ---------------- | ---------------- | ---------------- | ---------------- | -------------- | -------------- | -------------- | -------------- | -------------- | -------------- | -------------- | -------------- | -------------- | -------------- | -------------- |
| 1995/96                                                                                  | Финикс  | 7                | 0                | 4,3              | 33,3             | -                | 40,0             | 0,9              | 0,4              | 0,0              | 0,3              | 1,1              | Не участвовал  | Не участвовал  | Не участвовал  | Не участвовал  | Не участвовал  | Не участвовал  | Не участвовал  | Не участвовал  | Не участвовал  | Не участвовал  | Не участвовал  |
|                                                                                          | Всего   | 7                | 0                | 4,3              | 33,3             | -                | 40,0             | 0,9              | 0,4              | 0,0              | 0,3              | 1,1              | Не участвовал  | Не участвовал  | Не участвовал  | Не участвовал  | Не участвовал  | Не участвовал  | Не участвовал  | Не участвовал  | Не участвовал  | Не участвовал  | Не участвовал  |
| Наведите курсор мыши на аббревиатуры в заголовке таблицы, чтобы прочесть их расшифровку. |         |                  |                  |                  |                  |                  |                  |                  |                  |                  |                  |                  |                |                |                |                |                |                |                |                |                |                |                |